# Union jacks
Union jacks is het vierde studioalbum van The Babys. Met de nieuwe sterproducent Keith Olsen en een behoorlijk uitbreiding van de band in Jonathan Cain en Ricky Phillips dook de band de Sound City Studio in Los Angeles in. Deze muzikale injecties bleken tevergeefs. Het album bevat de laatste succesvolle single Back on my feet again, ten minste in de Verenigde Staten. Aldaar haalde het album plaats 42 in de Billboard Album Top 200. De rest van de wereld scheen de band (al) vergeten te zijn.
Keith Olsen produceerde in 1975 Fleetwood Macs Fleetwood Mac.

## Musici
- John Waite: zang
- Jonathan Cain : toetsinstrumenten en zang op Turn around
- Ricky Phillips : basgitaar
- Walter Stocker: gitaar
- Tony Brock: slagwerk

met:
- Anne Marie Leclerc – zang op True love true confession

## Muziek
| Nr. | Titel                                          | Duur |
| --- | ---------------------------------------------- | ---- |
| 1.  | Back on my feet again (Bugatti, Musker, Waite) | 3:18 |
| 2.  | True love true confessions (Waite, Cain)       | 4:07 |
| 3.  | Midnight rendezvous (Waite, Cain)              | 3:36 |
| 4.  | Union Jack (Waite, Phillips)                   | 5:42 |
| 5.  | In your eyes (Waite, Phillips)                 | 4:05 |
| 6.  | Anytime (The Babys)                            | 3:21 |
| 7.  | Jesus, are you there? (Stocker, Waite, Cain)   | 3:34 |
| 8.  | Turn around in Tokyo (Cain)                    | 3:53 |
| 9.  | Love is just a mystery (Brock, Waite, Stocker) | 3:32 |

## Hitnotering

### NederlandseAlbum Top 100
| Hitnotering: 26-01-1980 t/m 15-03-1980 | Hitnotering: 26-01-1980 t/m 15-03-1980 | Hitnotering: 26-01-1980 t/m 15-03-1980 | Hitnotering: 26-01-1980 t/m 15-03-1980 | Hitnotering: 26-01-1980 t/m 15-03-1980 | Hitnotering: 26-01-1980 t/m 15-03-1980 | Hitnotering: 26-01-1980 t/m 15-03-1980 | Hitnotering: 26-01-1980 t/m 15-03-1980 | Hitnotering: 26-01-1980 t/m 15-03-1980 | Hitnotering: 26-01-1980 t/m 15-03-1980 |
| Week:                                  | 1                                      | 2                                      | 3                                      | 4                                      | 5                                      | 6                                      | 7                                      | 8                                      |                                        |
| -------------------------------------- | -------------------------------------- | -------------------------------------- | -------------------------------------- | -------------------------------------- | -------------------------------------- | -------------------------------------- | -------------------------------------- | -------------------------------------- | -------------------------------------- |
| Positie:                               | 40                                     | 30                                     | 26                                     | 24                                     | 24                                     | 42                                     | 44                                     | 47                                     | uit                                    |